# Vasilijs Stepanovs
Vasilijs Stepanovs (n. 27 decembrie 1927, Leningrad, RSFS Rusă, URSS – d. 8 aprilie 2011, Riga, Letonia) a fost un halterofil ce a reprezentat Letonia, medaliat olimpic. A participat la o ediție a Jocurilor Olimpice (1956) în care a câștigat o medalie de argint.

## Participări
Lista de mai jos prezintă principalele competiții la care a participat Vasilijs Stepanovs de-a lungul carierei.
- weightlifting at the 1956 Summer Olympics – men's 82.5 kg[*]